# بوئینگ ۲۴۷
بوئینگ ۲۴۷ (به انگلیسی: Boeing 247) یک هواپیمای ساختِ بوئینگ در کشور ایالات متحده آمریکا است. نخستین استفاده‌کنندهٔ این هواپیما یونایتد ایرلاینز بوده‌است. این هواپیما در ۸ فوریه ۱۹۳۳ میلادی نخستین پرواز خود را انجام داد.